# حسام مهيب
حسام الدين مهيب (23 فبراير 1930 - 26 مايو 1996) هو مخرج أفلام ومخرج فني مصري، عمل في تصوير وإخراج الرسوم المتحركة والخدع السينمائية في مصر والوطن العربي، وكان مُستشاراً فنياً لوكالة الأهرام للإعلان، وهو مؤسس ورئيس قسم مراقبة الرسوم المتحركة بالتلفزيون المصري.

## حياته ونشأته
وُلد الفنان حسام مهيب في مدينة السويس في 23 فبراير 1930 وترتيبه الرابع بين أبناء أسرته، وتلاه الفنان علي مهيب شقيقه الأصغر، رفيق دربه وزميله وصديقه ثم شريكه لاحقاً، وقد تبلورت بين أصابعه موهبة الرسم، وأصبحت ظاهرة يتميز بها بين أقرانه وأصدقائه وزملائه في مدرسة النيل الثانوية بالقاهرة وفيها أنهى دراسته الثانوية بتفوق، وكان أمله المنشود هو الالتحاق بمدرسة الفنون الجميلة العليا بالزمالك (كلية الفنون الجميلة حالياً) ولكن نظرة المجتمع والأسرة آنذاك لفنون الرسم والتمثيل والتصوير كانت قاسية، إذ اعتبرت هذه الفنون أنها عمل من لا عمل له، فرفض الوالدين الفكرة، وجاء الاختيار والموافقة الأسرية والترحيب بالتحاقه بكلية الحقوق جامعة فاروق الأول (جامعة القاهرة حالياً) وكان من ضمن زملاء المرحلة شاب اسمه صلاح جاهين يعمل والده مستشاراً بمحاكم الحقانية، وهو الشاعر الثوري ورسام الكاريكاتير الموهوب، والشاب الثاني سليمان جميل الذي كافح من أجل الحصول على الليسانس بالرغم من حبه للموسيقى وهو أخو المطربة القديرة فايدة كامل ومغنية السوبرانو أميرة كامل. والشاب الثالث كان بليغ حمدي والذي ظهرت فيما بعد موهبته الموسيقية الفذة.
أما حسام مهيب المحامي في ذلك الوقت فقد كان له شأن فيما سيلي ليصبح أحد رواد الرسوم المتحركة في عصرها الحديث، وكانت تسيطر عليه الأحلام وهو يتساءل هل صحيح سيُمكنه أن يرسم دون أن يسمع تحذيرات والديه ليترك الرسم وينتبه لدراسته؟ وفي هذا الوقت أنهى الفنان علي مهيب دراسته بالتوفيقية الثانوية وأحب هواية الرسم من أخيه الأكبر، فوافق الوالد على التحاق علي مهيب بكلية الفنون الجميلة، حتى لا تتكرر المأساة التي وضع ابنه الأكبر فيها.

## مسيرته

### الرسوم المُتحركة
بدأ الأخان حسام وعلي مهيب مرحلة تجارب على نفقتهما الخاصة لإشباع هوايتهما المشتركة في مجال الرسوم المتحركة، وكانت أول تجربة للأخوين حسام وعلي مهيب معاً عام 1958 والتي تولى فيها دور المصور الهاوي وصاحب الكاميرا في الوقت نفسه اللواء «عدلي الشريف» (الصاغ وقتئذٍ)، فقد تجمعت رغبات ومعلومات الثلاثة سوياً، الفنان علي مهيب يقوم بالرسم والصاغ عدلي شريف والفنان حسام مهيب يقومان بالتصوير كدر كدر، واقتضى الأمر عمل منضدة لكاميرا التصوير تسمح بتثبيتها جيداً ووضع الإطار المناسب مع تثبيت إضاءة كهربائية على جانبي الكاميرا بزوايا تسمح بسقوط الضوء على مجال التصوير دون أن تُحدث انعكاسات ضوئية ضارة على بؤرة العدسة، وصاحبت هذه التجهيزات تجهيزات أخرى للأدوات المستخدمة للتصوير، واستخدمت نتوءات التثبيت المعدنية  والتي يتم استخدامها في أعمال التحريك لتثبيت الرسوم، واحتوت هذه التجربة على تصوير موضوعات بدائية أخذت شكل نكات وطرائف وكذلك بعض تجارب للمقصوصات cut out وتحريك العملات المعدنية تحت الكاميرا إلى لقطات تحريك مرسومة للملك السابق فاروق تروي مغامراته وصحوة المواطن المصري الغلبان، ومن هنا جاء أول فيلم مصري تحت عنوان «سقوط الملك فاروق»، وكانت مدته ثلاث دقائق ونجح كأول فيلم رسوم متحركة بأيدي مصرية في تاريخ مصر سنه 1960 بعد فيلم مشمش أفندي (للأخوين فرانكل) في ثلاثينيات القرن الماضي.
وكانت أفلام هذه المرحلة طويلة جداً بلغ زمن عرضها من 100 إلى 120 ثانية، وهي عمل شاق جداً لمن مارس الرسم والتحريك ثم التصوير صورة صورة لعدة أسابيع، وكان الأخوان حسام وعلي مهيب يشاهدان الفيلم مع الصاغ شريف من خلال شاشة عرض 8 مللي خاصة به على حائط الحجرة أو أي مسطح ورقي، وتفرقت المجموعة وانشغل الأخوان مهيب بالتفكير في إشباع هوايتهما في الرسم وتحريك الرسوم، وكان إيجاد الكاميرا هو العائق، وقد تعرفا على المصور السينمائي المحترف إسكندر نظير، وقد صنع بنفسه معملاً لتحميض الأفلام السينمائية، وكانت آلة التصوير 35 مللي، ولم تكن الكاميرا مجهزة للتصوير صورة بصورة، فحدث أن التقطت الكاميرا ثلاث أو أربع صور في المرة الواحدة بدلاً من صورة واحدة، ولذا ظهرت الحاجة إلى مونتاج لاستبعاد الكدرات الزائدة، وقد احتوت هذه التجربة على الكثير من عمليات التحوير Murph بين وجوه زعماء العالم مثل نهرو وعبد الناصر وغيرهما، وأظهرت التجربة مع خبرات التجارب السابقة في التحريك والتصوير ضرورة مواجهة حسام وعلي مهيب لعائقين أساسيين، أولهما أنهما وجدا أنفسهما مسؤولين عن تحقيق وتنفيذ جميع متطلبات الإنتاج السينمائي من رسم الشخصيات والخلفيات وهما المسؤولان أيضاً عن إيجاد الكاميرا والفيلم الخام ثم بعد ذلك التعامل مع المعمل لتحميض وطبع الأفلام وسداد قيمة التكاليف والحسابات المالية والبحث عن آلة العرض، والمسألة في النهاية لا تتعدى عدد من أمتار الفيلم تظهر لبضع ثواني تجري على الشاشة في لمح البصر، والعائق الثاني هو كيفية الحصول على الخامات والأدوات المطلوبة ومن أين، مما يتطلب إيجاد حلول وبدائل أخرى، حيث أنهما كانا يستخدما لفائف البلاستيك المرن الذي يُستخدم في كسوة مقاعد السيارات لحمايتها من الأتربة وسرعان ما ظهر عيوب هذه الخامة وأنها ليست البديل الأمثل لشرائح السلولويد  التي عرفاها فيما بعد.
صور فيلم «الخط الأبيض» عام 1963 الحائز على الجائزة الأولى الذهبية في المهرجان الدولي للتلفزيون بالإسكندرية سنة 1965، وكان أول من أحدث المزج بين الرسوم والتصوير السينمائي من خلال الكاميرا الأوكسبري، وأول من أدخل الكمبيوتر ليتعامل مع كاميرا الرسوم بتقنية الصورة الهوائية المجسمة (الصور الجوية) عام 1980 وأدخل عليها بعض التعديلات واستخدمها في العديد من الإعلانات ومقدمات أفلام السينما المصرية، عرف مع أخيه الفنان علي مهيب باسم (الأخوين مهيب) في عالم الرسوم المتحركة والإعلان لمدة تزيد عن 35 عاماً حتى نهاية الثمانينيات.

### التليفزيون المصري
وفي هذا الوقت كان علي مهيب مُعيداً بكلية الفنون الجميلة وكان حسام مهيب يعمل في موقع متميز في وزارة الخارجية، وتغير مسار الأخوين مهيب بسبب تجربة للفنان حسام مهيب كان تأثيرها جوهرياً في تغيير مسارهما، فحينما بدأ التليفزيون المصري إرساله من قصر عابدين سنة 1960 كان هناك من الرواد القليلين الذين تحملوا مسؤلية هذه البداية الفنان محمد سالم وكان زميلاً لعلي مهيب في مدرسه التوفيقية الثانوية، والفنان إسماعيل القاضي المخرج التليفزيوني المُميز وكان أول ظهور للفنان حسام مهيب ليس كفنان رسوم متحركة وإنما كممثل في عدد من الأدوار الثانوية في حلقات «سي جمعة» التي قام بكتابة النص والسيناريو فيها المخرج إسماعيل القاضي، وكانت هيئة وملامح الفنان حسام مهيب تؤهله للوقوف أمام الكاميرا وليس خلفها كمصور، تلك التجربة الفنية في التمثيل عادت عليه بخبرات غير محدودة ودراية طيبة لما يجري أمام الكاميرا وخلفها، ومهدت هذه التجربة بعد ذلك مع أخيه للفنان علي مهيب لإعداد مشروع الرسوم المتحركة المُرتقب وهكذا يُقدم الأخوان على الاحتراف بجرأه واستمتاع.

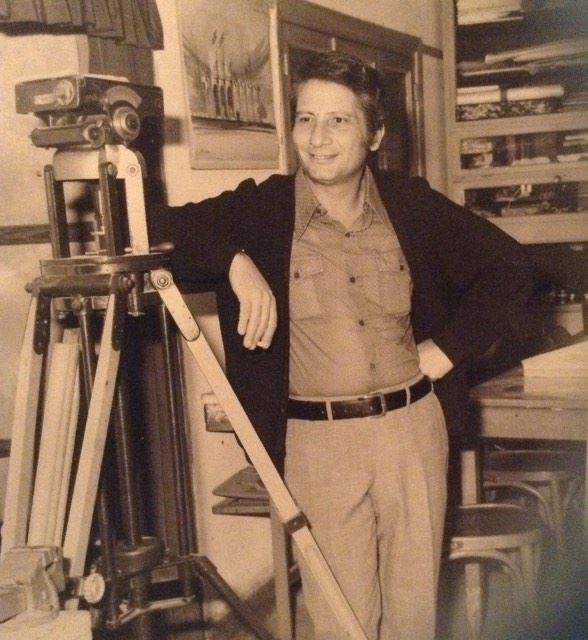
الفنان حسام مهيب في الاستوديو

وفي 13 مايو 1961 دخل الأخوان مهيب مبنى التليفزيون بناءاً على اختيار المهندس صلاح عامر رئيس التليفزيون في هذا الوقت والذي حرص أن تؤسس الرسوم المتحركة بأيدٍ مصرية واتصل بالدكتور عبد القادر حاتم وزير الإعلام حينئذٍ وأبدى الدكتور عبد القادر حاتم اقتناعه بالمشروع لمّا عُرض عليه من تجارب الأخوين مهيب اللذان قد تعاملا فيما سبق مع أفلام الـ 8 مللي ثم الأفلام 35 مللي، وطلب من المهندس صلاح عامر إرسال الفنان حسام مهيب في بعثات إلى البلاد المتقدمة في مجال التحريك خارج مصر.
ولدعم قسم الرسوم المتحركة برئاسة الفنانان حسام مهيب وعلي مهيب في التليفزيون المصري (التليفزيون العربي في ذلك الوقت) وفّر التليفزيون سنة 1962 ثاني كاميرا أوكسبري في العالم Oxberry Animation Camera وهي من إنتاج شركة نيلسون هوردل الإنجليزية، والتي اختُرعت في ألمانيا سنة 1957 واستُخدمت لأول مرة في استديوهات ديزني Walt Disney الأمريكية، وأتقن الفنان حسام مهيب استخدامها واحترف توظيف إمكاناتها، وكانت الرسومات توضع على السلولويد الشفاف فوق منضدة تحتها إضاءة، ثم تكتب مفاتيح حركة الكرتون المرسوم، ويبدأ التصوير على يد الفنان حسام مهيب كدر كدر يدوياً، واشترك في العمل مجموعة من الفنانين الشباب تحت إشرافه، ومن هنا انطلقت أول تجربة للأخوين مهيب مع التليفزيون المصري وكانت بداية الشهرة الحقيقية والاحتراف، وتحققت لمصر الريادة في التصوير باستخدام الكاميرا الأوكسبري في العالم العربي وأفريقيا، كما كان للأخوين مهيب الريادة في فن الرسوم المتحركة باستخدام أحدث التقنيات في ذلك الوقت.
سافر الفنان حسام مهيب عام 1966 في بعثة من التليفزيون المصري إلى تشيكوسلوفاكيا وألمانيا الغربية وإنجلترا وهم من الدول المتقدمه في مجال تحريك الرسوم، لدراسة أحدث التقنيات في التصوير والرسوم المتحركة، وكان الفنان حسام مهيب حريصاً على أن ينقل خبراته ومشاهداته ومحاضراته إلى أخيه في القاهرة من خلال مراسلاته الأسبوعية، وحملت هذه الرسائل في طياتها الواقع، الأفكار، ونوعية الأجهزة والمعدات وأساليب التفكير التي كانت مُتبعة في هذه الدول في ذلك الوقت. وتعرف الفنان حسام مهيب خلال بعثة التليفزيون إلى إنجلترا سنة 1966 على المهندس بيتر نلسن Peter Neilson أحد أكبر مُصنعي المعدات السينمائية في إنجلترا والعالم وأحد مالكي شركة نلسون هورديل المحدودة Neilson Hordell Ltd لإنتاج الرسوم المٌتحركة باستخدام الكاميرا الأوكسبري.
لم تكن تجربة الأخوين مهيب والتليفزيون المصري الأولى في تاريخ الرسوم المتحركة إلا أنها أصبحت التجربة المصرية الأم وتفرعت منها استوديوهات التحريك بدءاً من التليفزيون المصري إلى استديو مصر إلى مدينة السينما ثم كثير من الاستديوهات الأهلية المتميزة ثم الاتجاه إلى تدريس مادة الرسوم المتحركة بالكليات والمعاهد.
قامت تجربة الأخوين مهيب والرسوم المتحركة في مصر وسط مجموعة من العوامل تفاعلت معها وكان لها انعكاسات واضحة وملموسة اقترنت بداية الاحتراف بمواجهة مسؤوليات فنية وإداريه متشعبة، وهي:
- إعداد واختيار الأجهزة والمعدات المحلية اللازمة
- إعداد الموضوعات والسيناريوهات التي يجري بواسطتها الاختبارات الفنية لتحديد نوعيه مواهب وقدرات الشباب المتقدمين بأمل الفوز بوظيفه «مُحرك» واختيار أفضلهم لقسم الرسوم المتحركة
- إعداد خطة لتدريب هؤلاء الفنانين الشبان الذين وقع عليهم الاختيار
- وضع الإطار المالي والإداري المُناسب بما يُحقق نجاح التجربة من البداية ويضمن لها الاستقرار المُمتد المستمر وكذلك ترسيخ التقييم المالي القائم على التفوق الإنتاجي
تلك سمات تجربة الأخوين مهيب والرسوم المتحركة في مصر التي جعلت منها تجربة فريدة لتُصبح التجربة المصرية الأم في صناعة الرسوم المتحركة في مصر والوطن العربي.

## فيلم الخط الأبيض

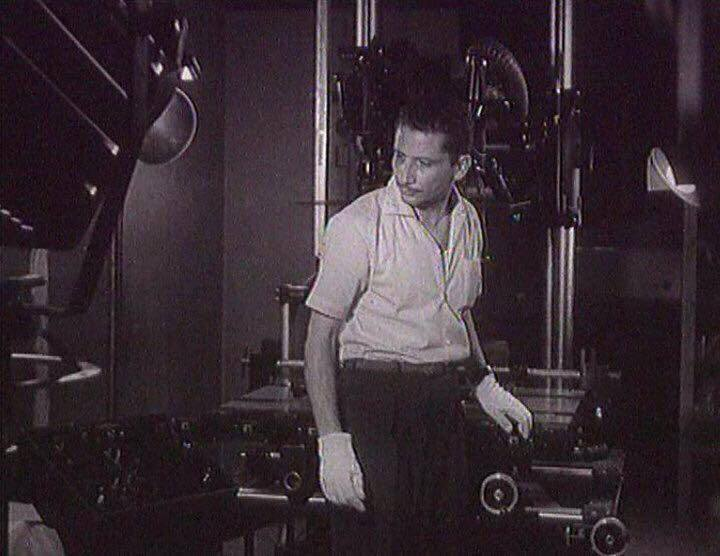
حسام مهيب في تصوير فيلم الخط الأبيض 1963

في عام 1962 استقر الفنانان حسام مهيب وعلي مهيب في التليفزيون المصري وتغلبا على ما واجههما من مصاعب، قام التليفزيون بتجهيز إداره الرسوم المتحركة بأول كاميرا أوكسبري Oxberry صُنعت خصيصاً لتصوير الرسوم المتحركة وكان استخدامها يدوياً أو شبه آلياً قبل عصر الكمبيوتر، كان أكبر اختبار للكاميرا هو فيلم «الخط الأبيض» والذي حقق للسينما المصرية إنجازات لأول مرة في تاريخها، وحاز الفيلم على الجائزة الأولى الذهبية في المهرجان الدولي للتليفزيون بالإسكندرية سنة 1965، وحديثاً وصفه موقع السينما.كوم بأنه «تجربة كارتونيّة مبكّرة في التليفزيون المصري».
الفيلم فكرة وسيناريو الفنان حسام مهيب وكان زمن الفيلم 22 دقيقة أبيض وأسود، والبطولة كانت للفنانة الشابة نيللي والفنان ماهر العطار ونوال الصغير. وبالإضافة إلى فكرة الفيلم والسيناريو كان الفنان حسام مهيب مديراً للتصوير، وقام المهندس محمد مهيب، الأخ الأصغر للأخوين مهيب، بتصميم ديكورات الفيلم، واشتركت في التصوير السيدة حفيظة الطوبجي زوجة الفنان حسام مهيب، والفنان عادل أنور والفنان الشاب فهمي عبد الحميد، وقام بالتلحين المُلحن الراحل سيد مكاوي والفنان حلمي بكر.
قبل هذا الفيلم جرت العادة في السينما المصرية على استخدام العرض الخلفي Back Projection بعرض فيلم للبحر أو فيلم لطريق مثلاً في الخلفية فيُوحي المشهد بأن الممثل على شاطئ البحر أو يقود سيارته على الطريق دون أن يكون هناك علاقة تزامنية بين الممثل والفيلم الذي يُعرض في الخلفية، ولكن في هذا الفيلم قام الأخوين مهيب بتحقيق تزامناً مُحكماً في الحوار الغنائي الذي دار بين الفتاة «نيللي» وبين الطيور على الشجرة وبين القلب المرسوم على جذع الشجرة.
في فيلم الخط الأبيض تم لأول مرة تداخل رسومات الكارتون المتحركة Character Animation مع السينما الحية والتزامن المُحكم Synchronization بينهما، مثلما ظهر بين المايسترو الكارتوني والراقصة نوال الصغير وهي تمتثل لحركة العصاة، وهذا التزامن يرجع إلى تفهم الفنان حسام مهيب ودراسته لقدرات الكاميرا وإمكانياتها وكانت الصورة النهائية على الشاشة ثابتة دون اهتزاز وهو ما عانت منه السينما المصرية لسنوات طويلة، وقد فتح التداخل بين السينما الحية والرسوم Synchronization باباً كبيرا لم يدخله أو يطرقه أحد من قبل.
وكانت السينما المصرية من قبل تعرض لقطات تحمل تعريضات Super Imposing لم يتجاوز تعريضين اثنين فقط، واستطاع الفنان حسام مهيب باستخدام الكاميرا الأوكسبري أن يُعيد التعريض على نفس الفيلم 5 أو 6 مرات بحيث تظهر البطلة نيللي في حوار غنائي مع نفسها في مواقف حوارية منفصلة متزامنة في كادر واحد دون أن يؤثر أي تعريض على سلامة أو جودة التعريضات الأخرى، وكذلك اللقطات التي جمعت البطلة مع فتاها الفنان ماهر العطار في رحلة خلوية تستعرض مواقع مُختارة تُظهر نهضة وآثار مصر في ذلك الوقت، 5 تعريضات منفصلة متزامنة على الفيلم ذاته مع إتقان مُحكم يرجع إلى حُسن توظيف الكاميرا، ولعل التصوير والإخراج لهذه الأغنية فتح باباً للاستخدام في الفيديو كليب Video Clip التي ظهرت فيما بعد على الفضائيات.
بعد نجاح فيلم الخط الأبيض أصبح الفنانان حسام وعلي مهيب يمتلكان شهرة كنجوم السينما المصرية، ووظف الفنان فهمي عبد الحميد نجاحه في هذا الفيلم مع نفس الفنانة نيللي في فوازير رمضان بنجاح كبير. وبجانب الخط الابيض، وعلى مدى ست سنوات في التليفزيون المصري قدم الأخوان مهيب الكثير من الأعمال الناجحة، والبرامج التليفزيونية الناجحة حين ذاك: مقدمة برنامج نافذة حول العالم - خمس خمسات - أمس واليوم - حكاية سبعمائة مصنع - ناس فوق وناس تحت - العسكري والحرامي - فوازير رمضان للقناتين المصريتين الأولى والثانية برنامج الرسم تحت الكاميرا- وحلقات برنامج تسالي. وقد تم تكريم الفنان حسام مهيب والفنان علي مهيب بوضع إسميهما في لوحة شرف التليفزيون المصري.

## استوديو مهيب
نما عشق الأخوين مهيب لفن الرسوم المتحركة وتطورت خبراتهما بعد احترافهما العمل في التليفزيون المصري مما دفعهما لتوظيف هذه الخبرات والقدرات الإبداعية إلى تأسيس الاستديو الخاص بهما في منتصف ستينيات القرن الماضي وكان أول ستديو رسوم متحركة في مصر والعالم العربي وأدرك الفنان حسام مهيب مبكراً أهميه ودور الإدارة في أي عمل وأن فن الرسوم المتحركة هو إداره قبل أن يكون فناً، إداره تحرك بوعي وعلم وعناصر الإبداع المختلفة والمتعددة لتُصدر لاحقًا نغماً واحداً متوافقاً في سيمفونية جميلة يسعد الناس بمشاهدتها قبل سماعها، وتحمل الفنان حسام مهيب مسؤلية الإدارة والتعامل الخارجي للاستديو وتصنيع الكاميرات والتصوير، أما الجانب الفني والرسوم فكان مسؤولية شقيقه الفنان علي مهيب، وكان الفنان حسام مهيب يتعاون مع «أوهان» وهو فنان أرمني عبقري كان يصنع الكاميرات التي يصعب استيرادها من الخارج ويشترك معه الفنان حسام مهيب في تصنيع الكاميرات، وبذلك تنامت خبرة وثقافة الفنان حسام مهيب في مجال التصوير وتقنياته ودعمهما بالقراءة والاطلاع على أحدث الأساليب والأجهزة.

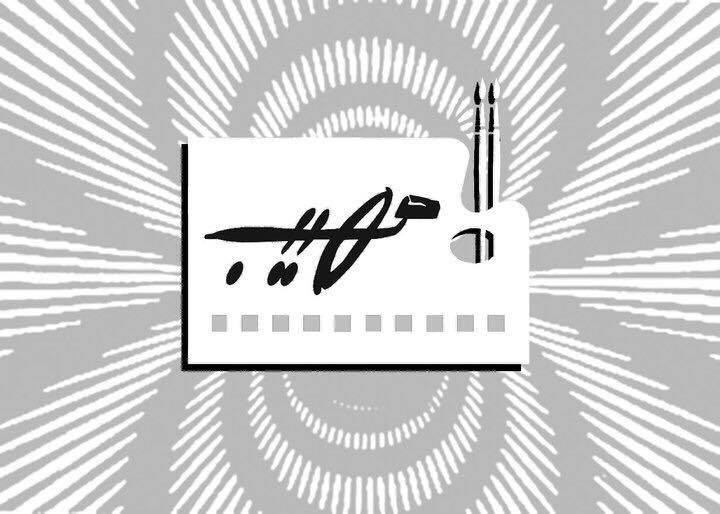
شعار استديو مهيب

قام الأخوان مهيب بتصميم شعار استوديو مهيب من شقين أساسيين، الأول الرسوم والثاني المتحركة، وبغير أحدهما تسقط الصفة عن الطرف الآخر، لذا كان لا بد لشعار استديو مهيب أن يشمل الشقين مجتمعين، وفضّل الأخوان علي وحسام مهيب اختيار بالتة الألوان (التي يضع الرسام عليها ألوانه قبل مزجها ونقلها إلى لوحته) وترمز إلى الرسوم، أما صف الثقوب التي تظهر أسفل البالتة فإنها تُشير إلى ثقوب الفيلم وتعنى الحركة، وثبتت فرشتان متساويتان في الطول واللون لتدلل على الشراكة المتساوية للأخوين مهيب أخداً وعطاءاً.
لم يعاني الأخوان مهيب مطلقاً في أي وقت في تسويق أعمالهما، وقد تعامل ستوديو مهيب في البداية مع «وكالة روز اليوسف للإعلان» ثم تعامل الاستديو مع «وكالة الأخبار للإعلان» و«وكالة الأهرام للإعلان» وغيرها، وتوضح قوائم طلبات الإعلانات باستديو مهيب تقدير وكالات الدعاية والشركات المُعلنة لقدرات ستديو مهيب في مجال الرسوم المتحركة والإعلان، وكشفت قوائم طلبات الأعمال في تواريخ معينة أن بعضها يضم 20 إعلاناً مطلوبة للتنفيذ في وقتٍ واحد، وكانت معظم الشركات تُصر على تنفيذ إعلاناتها بالرسوم المتحركة في استديو مهيب، ولهذا استقطبت واحتكرت وكالة الأهرام للإعلان أعمال ستديو مهيب وعينت كل من حسام وعلي مهيب مستشاراً فنياً لوكالة الأهرام للإعلان وهكذا اقترن اسم مهيب بالأهرام لفترة طويلة. كل واحد من هذه الإعلانات له ظروفه وأفكاره وأهدافه ووسائل تنفيذه، فمنها ما أخد شكلاً فرعونياً، ومنها ما يدخل إلى باطن الأم لينقل الرسالة الإعلانية على لسان الجنين قبل ولادته، ولعل أغربها وأطرفها ذلك الإعلان الذي طلب من جمهور المستهلكين ألا يشتروا المنتج وجاءت الرسالة على لسان كبير الصراصير وهو يقول «أرجوكم لا تستعملوا ديكسان... ده مبيد خطير ليا ولإخواني المناشير».
وقد تعامل حسام وعلي مهيب مع كثير من الموسيقيين والمخرجين، منهم الموسيقار محمد الموجي والموسيقار سيد مكاوي والموسيقار عبد الرحمن المصري والموسيقار عمار الشريعي، كما تعاملا مع الفنانة صفاء أبو السعود والفنان محمد منير والشاعر الغنائي عبد الوهاب محمد والمخرج نيازي مصطفى.
وكان أكثر الموسيقيين الذين تعامل معهم الأخوين مهيب هو الموسيقار عبد العزيز محمود بمستواه وكفاءة إنتاجه وصوته الدافئ، ويقول الفنانان علي وحسام مهيب أن عبد العزيز محمود كان يشكو من كثره طلب المستمعين لأغاني الإعلانات بدلاً من أغانيه الشهيرة وقد كتب الأديب الراحل أنيس منصورمقالة عن أغاني مهيب الإعلانية وكيف أثرت على طبيعة وزمن الأغنية بمصر. وهناك الكثيرون الذين كتبوا كلمات إعلانات استديو مهيب ومنهم أحمد كامل عوض الصحفي بوكالة الأهرام، فقد كتب كلمات إعلانات رابسو والميلامين وعلي بابا. واتسع المجال ليشمل الدعاية لمنتجات كتيرة متباينة ما بين السلع الغذائية والاستهلاكية والكهربائية ولعل من اصعبها وأكثرها التزاماً الدعاية للبنوك والخدمات المصرفية والتأمين.
ومن أكثر المخرجين الذي تعامل معهم الفنان حسام مهيب هو المخرج عاطف سالم وكان كثير التردد على الاستديو، والذي أسند إلى الفنان حسام مهيب مهمة عمل خدع فيلم النمر الأسود على غرار فيلم روكي وكان من أشهر الأفلام الأمريكية في ذلك الوقت.
تربع الأخوان مهيب على عرش الرسوم المتحركة وعرش الإعلانات منذ بداية الستينيات وحتى أواخر الثمانينيات في وقت عصيب مليء بالحروب والاستنزاف الاقتصادي، واستمرا بعد ذلك ولم يتوقفا، لم يغب شعار مهيب ورسومه عن الشاشة الفضية ورددت الأجيال كل أغاني اعلاناتهما، كان زمن الإعلان دقيقة أو دقيقتان مما أثّر على زمن وطبيعة الأغنية في مصر بعد ذلك، وأفرزت مدرسة مهيب منذ بدايتها بالتليفزيون المصري أجيالاً استمرت في التليفزيون وأخرى انتقلت إلى ستديو مصر وإلى المركز القومي للسينما وإلى كليات الرسوم المتحركة، ومن أبناء وتلاميذ ستوديو مهيب الفنان محمد حسيب والفنان فهمي عبد الحميد والفنان رؤوف عبد الحميد، والفنان رضا جبران، والفنانة فايزة حسين، والفنان نصحي إسكندر، والفنان عادل أنور، والفنان أحمد سعد، والدكتورة منى أبو النصر والفنان ستالين الرملي، والفنانة شويكار خليفة، والدكتور عبد الناصر أبو بكر الجوهيني، والفنانة ليلى مكين، والفنانة عطيه خيري، والفنانة إقبال فريد والفنان طارق رشاد.
وكان حسام مهيب أول من أستخدم تقنيه الصورة الهوائية المجسمة Aerial Images سنة 1980 واستخدمها في تصوير مقدمة فيلم النمر الأسود سنة 1984. وقد استخدم الفنان حسام مهيب هذه التقنية أيضاً في تصوير إعلانات الثمانينيات مثل إعلان سيما (مصاصة) وإعلان لورد (أمواس حلاقة).
واتجه ستديو مهيب في الفترة ما بين 1967 و 1973 إلى الجانب الإعلامي وإطار إعداد المواطن للحرب والحث على الكتمان وعدم الثرثرة فيما لا يعرفه وتجنب ترويج الإشاعات مثل فيلم «كلمة في سرك» سنة 1970 وأنتج إعلانات عن السلوكيات مثل احترام قواعد المرور ونظافة البيئة وتجنب الضوضاء ومحاربة التواكل والإهمال والقضاء على «زي بعضه» و«معلش» والتي غناها الفنان محمد منير «شعب عايز يتقدم، لازم يحطم معلش».

## فيلم السويس 73
لم يقتصر استديو مهيب على الإعلان بل قدم العديد من الأفلام القصيرة مثل «السويس 73»، حين تعرضت مدينة السويس مسقط رأس الأخوين مهيب إلى الدمار الشامل بفعل حرب الاستنزاف ، فجاءت مؤسسة الأهرام بناءاً على اقتراح من حسام لتتولى مهمة إنتاج فيلم تاريخي يُعبر عن الدراما الإنسانية الهائلة.
جاء هذا الفيلم بتجربة مختلفة، فقد دخل الأخوان مهيب مدينة السويس مع طاقم التصوير بأكمله ولم يكن لديهما أدنى فكرة أو خط درامي يُمكن اتباعه أو الالتزام به، كان المهم بالنسبة لهما هو العودة بلقطات تصور الدمار الذي لحق بمدينة السويس خاصةً بعد وقف إطلاق النار ودخول الجيش الإسرائيلي إلى المدينة لاستكمال حصارها، فالعديد من المعارك والبطولات الهائلة جرت على أرض السويس آنذلك. عاين الأخوان مهيب المدينة كلها التي كانت بحالة مأساوية مروعة وخالية من السكان تماماً، صورت الكاميرا المحمولة على سيارة لقطات لمدة خمس دقائق متصلة أو أكثر دون ظهور أي أثر لوجود لبشر، في غضون تسعة أيام تم تصوير أقصى وأفضل ما يمكن تصويره للتعبير عن حجم المأساة في مدينة بلا أسواق أو طعام، بلا ماء يصلح للشرب، بلا دورات مياه، بلا سرير نظيف يمكن أن يُريح جسد الإنسان وبلا وسيلة لمحاربة الناموس والقوارض والفئران. لقد كانت بطولة أخرى عاشها الباقون من أهل المدينة والذين أصروا على البقاء بها وحمايتها بأرواحهم.
اكتمل التصوير وعاد الطاقم لكتابة السيناريو ومراجعة اللقطات وتكرار ترتيبها مراراً، أتت الفكرة من الفرق الشاسع بين الحياة في العاصمة القاهرة وبين الحياة القاسية في السويس وباقي مدن القناة، فخرج الفيلم يحكي بالصوت قصة فتى وفتاة على أعتاب الزواج يستعرضان آمالهما وبكل سعادة والمرح تُسمع أصواتهما في الهاتف يتواعدان لشراء الشبكة بينما الصورة لا تُظهر سوى الهاتف مدمراً وسماعته تتأرجح في الهواء، تُسمع أصوات الحياة والسعادة والمرح وتنرى الحقيقة الموجعة وتظهر صور الألم والموت والدمار، أظهر الفيلم تباين بين الصوت والصورة، بين من يريد الحياة ومن يريد الدمار والموت، ويُسمع في آخر الفيلم تكبيرات صلاة العيد، وأجراس الكنيسة إيذاناً بالانتصار وانقشاع الغمة ومولد أمل جديد، تقاسم الأخوان مهيب بطولة هذا الفيلم بين كاميرا حسام والكرين والعدسات الشاريوهات وإضاءاته وخدع تصويره الذكية وبين مونتاج صوت وصورة نفذه بيده علي مهيب على أجهزه المونتاج بالاستديو، حصل الفيلم على جوائز كثيرة في مصر وألمانيا للإخراج والتصوير وجائزة للصوت الذي أخرجه المخرج الإذاعي «محمد علوان».

## تأثير إعلانات ستوديو مهيب في ثقافة وسلوكيات الشعب المصري
كان لأسلوب إعلانات مهيب الهادفة والتوظيف المحترف للرسوم المتحركة في توضيح وتوصيل فكرة الإعلان تأثيراً كبيراً في ثقافة وسلوكيات المجتمع المصري بل وامتد للدول العربية المحيطة، ولم يكن هذا التأثير فقط في نفس توقيت هذه الإعلانات (من الستينيات وحتى الثمانينيات) بل امتد التأثير حتى يومنا هذا، فقد تحولت بعض إعلانات الأخوين مهيب إلى جمل يتدوالها العامة في مواقف مختلفة وإلى إفيهات وقفشات مثل «أنا الميلامين.. أنا جامد ومتين» و«أنا إسمي المسحوق رابسو» و«طيران طيران ع البوستة» و«شهادات الإستثمار» و«ديكسان.. أنا رحت في خبر كان» و «ست سنية سايبة الميه ترخ من الحنفية» وغيرها. وكان لحملات تنظيم الأسرة التي نفذها الأخوين حسام مهيب وعلي مهيب تأثيراً مباشراً في المجتمع المصري في القرن الماضي، شأنها شأن رسومات فنان الكاريكاتير مصطفى حسين والكاتب الساخر أحمد رجب، وغيرهما من الفنانين. وكتب  موقع الإعلام دوت كوم مقالة حول مدى نجاح هذه الحملات في المساهمة في علاج المشكلة السكانية والحث على تنظيم الأسرة، خاصة وأنها استخدمت شكل الحكاية البسيطة وليست الطريقة المباشرة. وقام الموقع بعرض مقاطع من هذه الأعمال.
وتعدى هذا التأثير لإعلانات ستوديو مهيب حدود العامة فأصبحت عناوين ومقدمات لمقالات ومقدمات برامج في الإعلام. وعلى سبيل المثال تنولت وسائل إعلام عديدة تمسك الشعب المصري بتسمية الجبن المطبوخ بمصطلح «المثلثات» اقتباساً من إعلانات مهيب كما ورد في العديد من المواقع الألكترونية ومواقع الأخبار مثل موقع إم إس إن  msn وموقع إذاعة نجوم إف إم والموقع الإخباري «مصراوي» ووصفه كتاب كنت صبيًّا في السبعينيات كما تناول نفس الموضوع الإعلامية منى الشاذلي في برنامجها «معكم منى الشاذلي» على قناة سي بي سي الفضائية بتاريخ 23 مارس 2017 وناقشت أيضاً إعلانات شهادات الإستثمار وأيس كريم مصر للألبان وبيروسول.
كما كتب الدكتور عمرو عبد السميع في عاموده اليومي في جريدة الأهرام المصرية بتاريخ 2 سبتمبر 2014 مُنتقداً وزارة الثقافة وضارباً لها المثل بنجاح الحملة الإعلانية التي قادها الفنان حسام مهيب في الستينيات لنشر الثقافة المائية فحول النص والأغنية إلى رسالة إتصالية نافذة ومؤثرة وجميلة وضاحكة وبسيطة وتحول إعلان «ست سنية» إلى شعار قومي، ونشر موقع «صدى البلد» الإخباري بتاريخ 23 فبراير 2018 في ذكرى ميلاده تأثير أعمال الفنان حسام مهيب في الشعب المصري بعنوان «هكذا إنتصرنا» وكذلك احتفت به القناة الرئيسية لشبكة قنوات دي إم سي dmc ببرنامج «8 الصبح» في فقرة «أنا المصري».

## خبرات حسام مهيب الفنية
كان الفنان حسام مهيب مستشاراً فنياً لشركات تصوير إنجليزية وتم انتخابه سنة 1979 عضواً في جمعية التصوير والصوت والتليفزيون في لندن The British Kinematograph, Sound and Television Society (BKSTS).

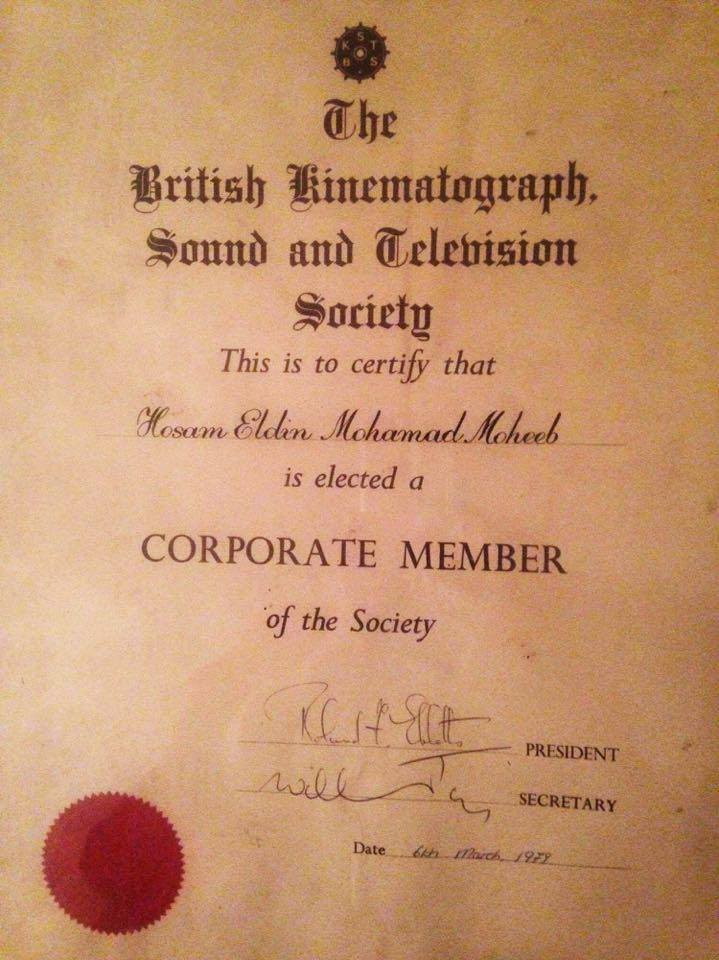

وقد كان الفنان حسام مهيب مدير تصوير مُحترف مُبتكر يتعاون مع كل فريق العمل في تطوير الرسوم المُتحركة وإنتاج وإخراج الأعمال الفنية، ولم يكتفي بذلك فقط بل حمل المسؤولية الكاملة عن التعامل الاحترافي مع أجهزة الاستديو، وكان دائم الزيارة إلى إنجلترا لشراء الأجهزة ومستلزماتها بنفسه، واهتم أيضاً بصيانة أجهزة الاستوديو لدرجة أنه كونّ ورشة صغيرة يعمل فيها بيديه ويطور كل احتياجات الاستديو والعمل الفني من قطع غيار ووسائل لإنتاج العمل الفني، وكانت لديه مخرطة يعمل عليها بنفسه وكان بارعاً في تبديل نمط الكاميرات والتغلب علي كل معوقات التصوير وإدخال تعديلات علي معدات التصوير بما يُحقق فكرة معينة أو لتنفيذ خدعة سينمائية مطلوبة، وكان المهندس بيتر نلسون Peter Neilson أحد أكبر مُصنعي المعدات السينمائية في إنجلترا والعالم وأحد مالكي شركة نلسون هورديل المحدودة Neilson Hordell Ltd لإنتاج الرسوم المٌتحركة باستخدام الكاميرا الأوكسبري دائم الزيارة لاستديو مهيب بالقاهرة لاقتباس التعديلات التي يبتكرها الفنان حسام مهيب علي المعدات وإدخالها في إنتاج الشركة الجديد، وكان حسام مهيب وكيلاً لشركة Neilson Hordell في مصر والشرق الأوسط ومستشاراً لها منذ مطلع السبعينيات.

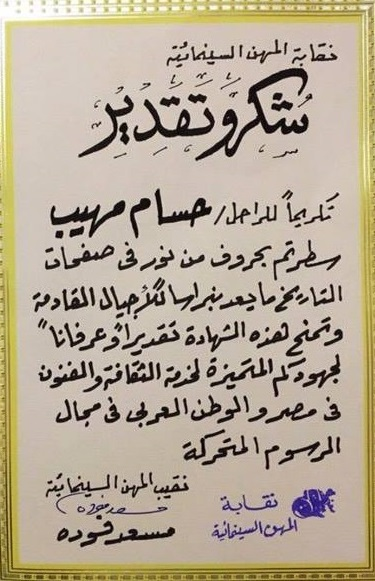

يقول الأستاذ الفنان عبد القادر الكراني (وهو من أقاربه وتلميذه وعمل معه في الاستديو من سنة 1977 حتى وفاته سنه 1996) أن الفنان حسام مهيب لم يكن يعترف بمعوقات أو صعوبات، وتعلم منه فن الابتكار وتحدي المشكلات والوصول لحلول فعالة بوسائل بسيطة لدرجة تبديل نمط الكاميرا نفسها والتغلب على معوقات التصوير بما يحقق فكرة معينة أو خدعة مطلوبة لتكامل العمل الفني.
كان حسام مهيب يلعب دائماً دور الجندي المجهول في الأعمال الفنية التي ذاع صيتها في مصر والوطن العربي حيث كانت عبقريته خلف الكاميرا وفي إدارة إنجاز هذه الأعمال، ولم ينل حسام مهيب التكريم اللائق في حياته رغم حصوله على العديد من شهادات التقدير والتكريم ومنها وضع إسمه في لوحة شرف التليفزيون المصري، بالإضافة لمنحه شهادة تكريم من نقابة المهن السينمائية في مصر بعد وفاته.

## وفاته
توفي الفنان حسام مهيب يوم الأحد 26 مايو 1996، وأغلق استديو مهيب تماما بعد وفاتهما.

## أعماله
- 1984 النمر الأسود - فيلم (تصوير مقدمة الفيلم باستخدام الكاميرا الأريال إيمدج وعمل الخدع السينمائية) بطولة أحمد زكي ووفاء سالم - إخراج عاطف سالم.[20][21]
- 1984 فوازير رمضان - مسلسل - فوازير (مصور).
- 1970 عريس بنت الوزير - فيلم (التتر) بطولة فؤاد المهندس وشويكار - إخراج نيازي مصطفى.
- 1969  الناس اللي جوه - فيلم (تصميم وتصوير مقدمة الفيلم باستخدام الكاميرا الأوكسبري) بطولة يحيى شاهين وناهد شريف وعادل إمام - إخراج جلال الشرقاوي.
- 1967 أخطر رجل في العالم - فيلم (تصوير مقدمة الفيلم باستخدام الكاميرا الأوكسبري)  بطولة شويكار وفؤاد المهندس - إخراج نيازي مصطفى.
- 1967 السمان والخريف - فيلم (تصوير مقدمة الفيلم باستخدام الكاميرا الأوكسبري وعمل الخدع السينمائية) بطولة محمود مرسي ونادية لطفي - إخراج حسام الدين مصطفى.
- 1967 المخربون - فيلم (تصميم وتصوير مقدمة الفيلم باستخدام الكاميرا الأوكسبري) بطولة لبنى عبد العزيز وأحمد مظهر وإخراج كمال الشيخ.
- 1966 تفاحة آدم - فيلم (مقدمة الفيلم) بطولة هند رستم وحسن يوسف ويحيى شاهين وصلاح منصور - إخراج فطين عبد الوهاب
- 1965 الثلاثه يحبونها - فيلم (تصوير مقدمة الفيلم باستخدام الكاميرا الأوكسبري) بطولة سعاد حسني وحسن يوسف - إخراج محمود ذو الفقار.
- 1965 الخائنة - فيلم (تصوير مقدمة الفيلم باستخدام الكاميرا الأوكسبري) قصة موسى صبري، بطولة نادية لطفي وعمر الحريري ومحمود مرسي - إخراج كمال الشيخ